# Diadelia imitatrix
Diadelia imitatrix là một loài bọ cánh cứng trong họ Cerambycidae.